# Korablinskij rajon
Il Korablinskij rajon (in russo Кораблинский район?) è un rajon dell'Oblast' di Rjazan', nella Russia europea; il capoluogo è Korablino. Istituito nel 1929, ricopre una superficie di 1.171 chilometri quadrati ed ospita una popolazione di circa 24.000 abitanti.